# Bang Bang (My Baby Shot Me Down)
«Bang Bang (My Baby Shot Me Down)» es el nombre del segundo sencillo del segundo álbum de la cantante y actriz estadounidense Cher, The Sonny Side of Cher de 1966. Fue escrita por su esposo en aquel momento, Sonny Bono. La canción alcanzó la segunda ubicación en el Reino Unido y en los Estados Unidos. En 1987  fue regrabada una versión más roquera bajo la producción de Desmond Child, Jon Bon Jovi y Richie Sambora incluida en su álbum homónimo Cher de 1987.
Una de las versiones más destacadas es la realizada en 1966 por Nancy Sinatra incluida en su álbum How Does That Grab You?
Numerosos artistas han versionado “Bang Bang"; entre otros, se encuentran Kaleo, Willy Moon, Stevie Wonder, Petula Clark, Terry Reid, Dalida, Mina Mazzini, Vainilla Fudge, Bon Jovi, Frank Sinatra, Jack Savoretti, Cliff Richard, Paul Weller, Isobel Campbell, Sheila, Ornella Vanoni, Iván Cattaneo, Audio Bullys, The Raconteurs, Cypress Hill, Carla Bruni, 2Cellos con Sky Ferreira, Imelda May, David Guetta con Skylar Grey y Lady Gaga, Nico Vega, Dua Lipa entre otros.
La sex symbol Raquel Welch también interpretó este tema a finales de los años 60´s.

## Lista de canciones
| Estados Unidos — 7" |                                    |          |  |
| N.º                 | Título                             | Duración |  |
| 1.                  | «Bang Bang (My Baby Shot Me Down)» | 2:40     |  |
| 2.                  | «Needles and Pins»                 | 2:26     |  |

| Reino Unido — 7" |                                    |          |  |
| N.º              | Título                             | Duración |  |
| 1.               | «Bang Bang (My Baby Shot Me Down)» | 2:40     |  |
| 2.               | «Our Day Will Come»                | 2:28     |  |

## Posicionamiento en listas
| Lista (1966)                       | Mejor posición |
| ---------------------------------- | -------------- |
| Alemania (Media Control AG)        | 2              |
| Austria (Ö3 Austria Top 40)        | 3              |
| Bélgica (Flandes) (Ultratop 50)    | 2              |
| Canadá (Canadian Singles Chart)    | 3              |
| Estados Unidos (Billboard Hot 100) | 2              |
| Irlanda (IRMA)                     | 3              |
| Italia (FIMI)                      | 4              |
| Países Bajos (Dutch Top 40)        | 5              |
| Reino Unido (UK Singles Chart)     | 3              |

## Versión de Nancy Sinatra
La cantante estadounidense Nancy Sinatra incluyó su versión de la canción en su segundo álbum de estudio How Does That Grab You? lanzado en 1966. Es particular por el efecto de trémolo en la guitarra en su introducción realizada por Billy Strange. Aunque no entró a ningún chart, fue #1 en todas las radios de Estados Unidos en su época. Bang Bang se convirtió junto a These Boots Are Made for Walkin' en uno de los sencillos más representativos de Nancy Sinatra. En el año 2008 logró ingresar en las listas de Francia. En el año 2003 esta versión aparece en la banda sonora de la famosa película de Quentin Tarantino, Kill Bill Vol. 1.

### Crítica
Allmusic lo consideró Simplemente Épico llevando a una crítica más completa a La hija de una leyenda interpretando Bang Bang ! en un contorno rosa, es Simplemente Épico, la revisa Rolling Stones la consideró Realmente Buena resaltando el arreglo con la guitarra seca haciendo la temática del tema más sincero y duro.

## Shot You Down
«Shot You Down» es el nombre de la versión realizada por el dúo británico Audio Bullys basada en la versión de Bang Bang (My Baby Shot Me Down) por Nancy Sinatra. Fue lanzada como sencillo el 23 de mayo de 2005 desprendido del álbum Generation. Alcanzó la tercera posición en el Reino Unido. El video musical de la canción fue dirigido por Jonas Odell.

### Lista de canciones
| CD Single # 1 |                        |          |  |
| N.º           | Título                 | Duración |  |
| 1.            | «Shot You Down»        | 2:56     |  |
| 2.            | «I Won't Let You Down» | 4:29     |  |

| CD Single # 2 |                                                     |          |  |
| N.º           | Título                                              | Duración |  |
| 1.            | «Shot You Down» (Radio Edit)                        | 2:56     |  |
| 2.            | «Shot You Down» (Full Length Version)               | 6:49     |  |
| 3.            | «Shot You Down» (Lee Cabrera 'Lower East Side' Mix) | 6:40     |  |

### Posicionamiento en listas
| Lista (2005)                                | Mejor posición |
| ------------------------------------------- | -------------- |
| Australia (ARIA)                            | 17             |
| Bélgica (Flandes) (Ultratip Bubbling Under) | 4              |
| Irlanda (IRMA)                              | 22             |
| Italia (FIMI)                               | 56             |
| Países Bajos (Dutch Top 40)                 | 17             |
| Reino Unido (UK Singles Chart)              | 3              |